# 辛哈伊 (科羅斯堅市鎮)
50°58′9″N 28°43′14″E / 50.96917°N 28.72056°E
辛哈伊（羅馬化：Synhai）是烏克蘭北部日托米爾州科羅斯堅區科羅斯堅市鎮的村落，始建於1467年，面積2.48平方公里，海拔高度164米，2001年人口608，人口密度每平方公里245.16人。